# Marcei

Marcei este o comună în departamentul Orne, Franța. În 1 ianuarie 2018 avea o populație de 208 de locuitori.